# 石作衡

《抗戰軍人忠烈錄》（第一輯）中的石作衡烈士遺像

石作衡（？－1941年），中華民國軍人，官至中將，於中日戰爭期間陣亡的中國軍方高級將領之一。

## 生平
石作衡為中日戰爭之高級將領，1941年因戰功升至陸軍第70師師長，官拜中將。1941年9月，他移防山西，在率領209團與日軍作戰時陣亡。1942年3月27日，中華民國政府特以1260號褒揚令明令褒揚。